# 紅頂瓷螺
紅頂瓷螺（学名：Niso stenomphala）为瓷螺科臍瓷螺屬下的一个种。